# Ainigmaptilon wallini
Ainigmaptilon wallini är en korallart som beskrevs av Oscar Henrik Carlgren 1943. Ainigmaptilon wallini ingår i släktet Ainigmaptilon och familjen Primnoidae.
Artens utbredningsområde är Södra Ishavet. Inga underarter finns listade i Catalogue of Life.